# Dasyurinae
I Dasiurini (Dasyurinae Goldfuss, 1820) sono una sottofamiglia dei Dasiuridi. Comprendono alcuni generi di piccoli marsupiali carnivori originari dell'Australia: i quoll, il kowari, i mulgara, il kaluta, i dibbler, i fascogali, gli pseudoantechini, gli antechini e il diavolo della Tasmania. Questa sottofamiglia è definita per lo più sulla base di criteri biochimici.

## Classificazione
- Sottofamiglia Dasyurinae
  - Tribù Dasyurini
    - Genere Dasycercus
      - mulgara dalla coda a spazzola, Dasycercus blythi
      - mulgara dalla coda crestata, Dasycercus cristicauda

    - Genere Dasykaluta
      - kaluta rosso minore, Dasykaluta rosamondae

    - Genere Dasyuroides
      - kowari, Dasyuroides byrnei

    - Genere Dasyurus
      - quoll della Nuova Guinea, Dasyurus albopunctatus
      - quoll occidentale, Dasyurus geoffroii
      - quoll settentrionale, Dasyurus hallucatus
      - quoll tigrato, Dasyurus maculatus
      - quoll bronzeo, Dasyurus spartacus
      - quoll orientale, Dasyurus viverrinus

    - Genere Myoictis
      - Myoictis leucura
      - dasiuro dalle tre strisce, Myoictis melas
      - dasiuro di Wallace, Myoictis wallacii
      - Myoictis wavicus

    - Genere Neophascogale
      - dasiuro chiazzato, Neophascogale lorentzi

    - Genere Parantechinus
      - dibbler meridionale, Parantechinus apicalis

    - Genere Phascolosorex
      - toporagno marsupiale dal ventre rosso, Phascolosorex doriae
      - toporagno marsupiale dalle strisce sottili, Phascolosorex dorsalis

    - Genere Pseudantechinus
      - dibbler delle arenarie, Pseudantechinus bilarni
      - falso antechino dalla coda grassa, Pseudantechinus macdonnellensis
      - falso antechino di Alexandria, Pseudantechinus mimulus
      - falso antechino di Ningbing, Pseudantechinus ningbing
      - falso antechino di Rory Cooper, Pseudantechinus roryi
      - falso antechino di Woolley, Pseudantechinus woolleyae

    - Genere Sarcophilus
      - diavolo della Tasmania, Sarcophilus harrisii

  - Tribù Phascogalini
    - Genere Antechinus
      - antechino tropicale, Antechinus adustus
      - antechino agile, Antechinus agilis
      - antechino fulvo, Antechinus bellus
      - antechino dai piedi gialli, Antechinus flaviceps
      - antechino di Atherton, Antechinus godmani
      - antechino cannella, Antechinus leo
      - antechino di palude, Antechinus minimus
      - antechino bruno, Antechinus stuartii
      - antechino subtropicale, Antechinus subtropicus
      - antechino scuro, Antechinus swainsonii

    - Genere Micromurexia
      - dasiuro di Habbema, Micromurexia habbema

    - Genere Murexechinus
      - dasiuro dalla coda nera, Murexechinus melanurus

    - Genere Murexia
      - dasiuro dal pelo raso, Murexia longicaudata

    - Genere Paramurexia
      - dasiuro dalle strisce larghe, Paramurexia rothschildi

    - Genere Phascomurexia
      - dasiuro dal naso lungo, Phascomurexia naso

    - Genere Phascogale
      - fascogale dalla coda rossa, Phascogale calura
      - fascogale dalla coda a spazzola, Phascogale tapoatafa